# Élections départementales de 2021 dans l'Orne
Les élections départementales dans l'Orne ont lieu les 20 et 27 juin 2021.

## Contexte départemental

### Assemblée départementale sortante
Avant les élections, le conseil départemental de l'Orne est présidé par Christophe de Balorre (LR).
Il comprend 42 conseillers départementaux issus des 21 cantons de l'Orne.
| Président du conseil départemental   |       |       |      |                             |
| Christophe de Balorre (LR)           |       |       |      |                             |
| Parti                                | Sigle | Sigle | Élus | Groupes                     |
| Majorité (28 sièges)                 |       |       |      |                             |
| Les Républicains                     |       | LR    | 13   | Majorité départementale     |
| Divers droite                        |       | DVD   | 11   | Majorité départementale     |
| Union des démocrates et indépendants |       | UDI   | 4    | Majorité départementale     |
| Opposition (14 sièges)               |       |       |      |                             |
| Parti socialiste                     |       | PS    | 11   | Socialistes et républicains |
| Divers gauche                        |       | DVG   | 3    | Socialistes et républicains |

## Système électoral
Les élections ont lieu au scrutin majoritaire binominal à deux tours. Le système est paritaire : les candidatures sont présentées sous la forme d'un binôme composé d'une femme et d'un homme avec leurs suppléants (une femme et un homme également).
Pour être élu au premier tour, un binôme doit obtenir la majorité absolue des suffrages exprimés et un nombre de suffrages au moins égal à 25 % des électeurs inscrits. Si aucun binôme n'est élu au premier tour, seuls peuvent se présenter au second tour les binômes qui ont obtenu un nombre de suffrages au moins égal à 12,5 % des électeurs inscrits, sans possibilité pour les binômes de fusionner. Est élu au second tour le binôme qui obtient le plus grand nombre de voix.

## Résultats à l'échelle du département

### Résultats par nuances
Les nuances utilisées par le ministère de l'Intérieur ne tiennent pas compte des alliances locales.
| Binômes                  | Binômes                             | Binômes                  | Premier tour | Premier tour | Premier tour | Second tour | Second tour   | Second tour | Total | +/-           |  |
| Binômes                  | Binômes                             | Binômes                  | Voix         | %            | Sièges       | Voix        | %             | Sièges      | Total | +/-           |  |
| ------------------------ | ----------------------------------- | ------------------------ | ------------ | ------------ | ------------ | ----------- | ------------- | ----------- | ----- | ------------- |  |
|                          | Divers droite                       | DVD                      | 17 538       | 26,83        | 4            | 14 352      | 26,87         | 10          | 14    | 4             |  |
|                          | Les Républicains                    | LR                       | 8 510        | 13,02        | 2            | 6 727       | 12,59         | 6           | 8     | 8             |  |
|                          | Rassemblement national              | RN                       | 7 107        | 10,87        | 0            | 2 152       | 4,03          | 0           | 0     | en stagnation |  |
|                          | Divers gauche                       | DVG                      | 6 125        | 9,37         | 0            | 7 634       | 14,29         | 4           | 4     | 2             |  |
|                          | Union à gauche                      | UG                       | 5 793        | 8,86         | 0            | 5 716       | 10,70         | 4           | 4     | 4             |  |
|                          | Union à droite                      | UD                       | 4 936        | 7,55         | 2            | 2 348       | 4,40          | 2           | 4     | 8             |  |
|                          | Divers centre                       | DVC                      | 3 400        | 5,20         | 0            | 4 407       | 8,25          | 2           | 2     | 2             |  |
|                          | Parti socialiste                    | PS                       | 3 245        | 4,96         | 0            | 3 942       | 7,38          | 4           | 4     | en stagnation |  |
|                          | Écologistes                         | ECO                      | 2 217        | 3,39         | 0            | 1 345       | 2,52          | 0           | 0     | en stagnation |  |
|                          | Union au centre et à droite         | UCD                      | 2 157        | 3,30         | 0            | 2 874       | 5,38          | 2           | 2     | 2             |  |
|                          | Union au centre                     | UC                       | 1 383        | 2,12         | 0            | 1 087       | 2,03          | 0           | 0     | en stagnation |  |
|                          | Parti communiste français           | PCF                      | 1 130        | 1,73         | 0            |             |               |             | 0     | en stagnation |  |
|                          | La République en marche             | LREM                     | 883          | 1,35         | 0            | 0           | en stagnation |             |       |               |  |
|                          | Union à gauche avec des écologistes | UGE                      | 668          | 1,02         | 0            | 834         | 1,56          | 0           | 0     | en stagnation |  |
|                          | La France insoumise                 | FI                       | 280          | 0,43         | 0            |             |               |             | 0     | en stagnation |  |
|                          |                                     |                          |              |              |              |             |               |             |       |               |  |
| Suffrages exprimés       | Suffrages exprimés                  | Suffrages exprimés       | 65 372       | 92,40        |              | 53 418      | 92,53         |             |       |               |  |
| Votes blancs             | Votes blancs                        | Votes blancs             | 3 688        | 5,21         | 2 926        | 5,07        |               |             |       |               |  |
| Votes nuls               | Votes nuls                          | Votes nuls               | 1 691        | 2,39         | 1 386        | 2,40        |               |             |       |               |  |
| Total                    | Total                               | Total                    | 70 751       | 100          | 8            | 57 730      | 100           | 34          | 42    | en stagnation |  |
| Abstentions              | Abstentions                         | Abstentions              | 134 156      | 65,47        |              | 110 737     | 65,73         |             |       |               |  |
| Inscrits / participation | Inscrits / participation            | Inscrits / participation | 204 907      | 34,53        | 168 467      | 34,27       |               |             |       |               |  |

### Assemblée départementale élue
| Président du conseil départemental   |       |       |      |                       |
| Christophe de Balorre (LR)           |       |       |      |                       |
| Parti                                | Sigle | Sigle | Élus | Groupes               |
| Majorité (30 sièges)                 |       |       |      |                       |
| Divers droite                        |       | DVD   | 16   | Ensemble pour l'Orne  |
| Les Républicains                     |       | LR    | 11   | Ensemble pour l'Orne  |
| Divers centre                        |       | DVC   | 2    | Ensemble pour l'Orne  |
| Union des démocrates et indépendants |       | UDI   | 1    | Ensemble pour l'Orne  |
| Opposition (12 sièges)               |       |       |      |                       |
| Parti socialiste                     |       | PS    | 8    | L’Orne nous rassemble |
| Divers gauche                        |       | DVG   | 4    | L’Orne nous rassemble |

### Élus par canton
La majorité sortante se sort renforcée de ce scrutin en gagnant un canton. La perte d'Alençon-2 est compensée par les gains d'Argentan-2 et de Flers-2. Les élus d'opposition de gauche passent donc de 14 à 12.
| Canton                       | Conseiller Sortant          | Parti | Parti | Conseiller élu         | Parti | Parti |
| ---------------------------- | --------------------------- | ----- | ----- | ---------------------- | ----- | ----- |
| L'Aigle                      | Charlène Renard             |       | LR    | Véronique Louwagie     |       | LR    |
| L'Aigle                      | Philippe Van-Hoorne         |       | DVD   | Philippe Van-Hoorne    |       | DVD   |
| Alençon-1                    | Vanessa Bournel             |       | PS    | Vanessa Bournel        |       | PS    |
| Alençon-1                    | Jean-Claude Pavis           |       | PS    | Joaquim Pueyo          |       | PS    |
| Alençon-2                    | Patrick Lindet              |       | UDI   | Gérard Lurçon          |       | DVG   |
| Alençon-2                    | Christine Roimier           |       | UDI   | Fabienne Mauger        |       | PS    |
| Argentan-1                   | Brigitte Gasseau            |       | DVG   | Brigitte Gasseau       |       | DVG   |
| Argentan-1                   | Frédéric Léveillé           |       | PS    | Frédéric Léveillé      |       | PS    |
| Argentan-2                   | Florence Écobichon          |       | PS    | Cendrine Foucher-Chazé |       | DVC   |
| Argentan-2                   | Philippe Jidouard           |       | PS    | Frédéric Godet         |       | DVC   |
| Athis-Val de Rouvre          | Marie-Françoise Frouel      |       | DVD   | Marie-Françoise Frouel |       | DVD   |
| Athis-Val de Rouvre          | Philippe Senaux             |       | LR    | Alain Lange            |       | LR    |
| Bagnoles de l'Orne Normandie | Jean-Pierre Blouet          |       | UDI   | Olivier Petitjean      |       | DVD   |
| Bagnoles de l'Orne Normandie | Marie-Thérèse de Vallambras |       | LR    | Sylvie Serais          |       | DVD   |
| Bretoncelles                 | Jean-Michel Bouvier         |       | LR    | Christelle Radenac     |       | DVD   |
| Bretoncelles                 | Séverine Yvard              |       | DVD   | Patrick Rodhain        |       | DVD   |
| Ceton                        | Anick Bruneau               |       | LR    | Anick Bruneau          |       | LR    |
| Ceton                        | Vincent Segouin             |       | LR    | Vincent Segouin        |       | LR    |
| Damigny                      | Sophie Douvry               |       | LR    | Sophie Douvry          |       | LR    |
| Damigny                      | Alain Lambert               |       | UDI   | Michel Génois          |       | UDI   |
| Domfront en Poiraie          | Catherine Meunier           |       | LR    | Catherine Meunier      |       | LR    |
| Domfront en Poiraie          | Jérôme Nury                 |       | LR    | Jérôme Nury            |       | LR    |
| Écouves                      | Christophe de Balorre       |       | LR    | Christophe de Balorre  |       | LR    |
| Écouves                      | Béatrice Métayer            |       | DVD   | Béatrice Métayer       |       | DVD   |
| La Ferté Macé                | José Collado                |       | PS    | José Collado           |       | PS    |
| La Ferté Macé                | Brigitte Viarmé             |       | DVG   | Brigitte Viarmé-Dufour |       | DVG   |
| Flers-1                      | Béatrice Guyot              |       | PS    | Béatrice Guyot         |       | PS    |
| Flers-1                      | Lori Helloco                |       | PS    | Lori Helloco           |       | PS    |
| Flers-2                      | Irène Cojean                |       | PS    | Stéphane Terrier       |       | DVD   |
| Flers-2                      | Gérard Colin                |       | PS    | Sylvie Thieulent       |       | DVD   |
| Magny-le-Désert              | Thierry Clérembaux          |       | DVD   | Valérie Alain          |       | DVD   |
| Magny-le-Désert              | Maryse Oliveira             |       | DVD   | Thierry Clérembaux     |       | DVD   |
| Mortagne-au-Perche           | Marie-Christine Besnard     |       | DVD   | Xavier Goutte          |       | LR    |
| Mortagne-au-Perche           | Jean Lamy                   |       | DVD   | Virginie Valtier       |       | DVD   |
| Rai                          | Élisabeth Josset            |       | LR    | Élisabeth Josset       |       | LR    |
| Rai                          | Laurent Marting             |       | LR    | Laurent Marting        |       | LR    |
| Sées                         | Jocelyne Benoit             |       | DVG   | Jocelyne Benoit        |       | DVG   |
| Sées                         | Claude Duval                |       | PS    | Claude Duval           |       | PS    |
| Tourouvre au Perche          | Paule Klymko                |       | DVD   | Jean-Vincent du Lac    |       | DVD   |
| Tourouvre au Perche          | Guy Monhée                  |       | DVD   | Paule Klymko           |       | DVD   |
| Vimoutiers                   | Jean-Pierre Féret           |       | DVD   | Jean-Pierre Féret      |       | DVD   |
| Vimoutiers                   | Agnès Laigre                |       | DVD   | Agnès Laigre           |       | DVD   |

## Résultats par canton
Les binômes sont présentés par ordre décroissant des résultats au premier tour. En cas de victoire au second tour du binôme arrivé en deuxième place au premier, ses résultats sont indiqués en gras.

### Canton de L'Aigle
| Candidats                | Candidats                | Partis                   | Nuance                   | Premier tour | Premier tour | Second tour | Second tour |
| Candidats                | Candidats                | Partis                   | Nuance                   | Voix         | %            | Voix        | %           |
| ------------------------ | ------------------------ | ------------------------ | ------------------------ | ------------ | ------------ | ----------- | ----------- |
|                          | Véronique Louwagie       | LR                       | LR                       | 1 385        | 53,85        | 1 756       | 67,80       |
|                          | Philippe Van-Hoorne      | DVD                      | LR                       | 1 385        | 53,85        | 1 756       | 67,80       |
|                          | Isabelle Clouché         | DVG                      | UGE                      | 668          | 25,97        | 834         | 32,20       |
|                          | Pierre Ristic            | EÉLV                     | UGE                      | 668          | 25,97        | 834         | 32,20       |
|                          | Gérard Latinier          | RN                       | RN                       | 519          | 20,18        |             |             |
|                          | Ingrid Hoorelbeke        | RN                       | RN                       | 519          | 20,18        |             |             |
|                          |                          |                          |                          |              |              |             |             |
| Suffrages exprimés       | Suffrages exprimés       | Suffrages exprimés       | Suffrages exprimés       | 2 572        | 96,76        | 2 590       | 93,43       |
| Votes blancs             | Votes blancs             | Votes blancs             | Votes blancs             | 66           | 2,48         | 131         | 4,73        |
| Votes nuls               | Votes nuls               | Votes nuls               | Votes nuls               | 20           | 0,75         | 51          | 1,84        |
| Total                    | Total                    | Total                    | Total                    | 2 658        | 100          | 2 772       | 100         |
| Abstention               | Abstention               | Abstention               | Abstention               | 5 746        | 68,37        | 5 636       | 67,03       |
| Inscrits / participation | Inscrits / participation | Inscrits / participation | Inscrits / participation | 8 404        | 31,63        | 8 408       | 32,97       |

### Canton d'Alençon-1
| Candidats                | Candidats                | Partis                   | Nuance                   | Premier tour | Premier tour | Second tour | Second tour |
| Candidats                | Candidats                | Partis                   | Nuance                   | Voix         | %            | Voix        | %           |
| ------------------------ | ------------------------ | ------------------------ | ------------------------ | ------------ | ------------ | ----------- | ----------- |
|                          | Vanessa Bournel          | PS                       | SOC                      | 1 476        | 50,53        | 1 937       | 65,13       |
|                          | Joaquim Pueyo            | PS                       | SOC                      | 1 476        | 50,53        | 1 937       | 65,13       |
|                          | Patricia Boisnard        | DVD                      | LR                       | 685          | 23,45        | 1 037       | 34,87       |
|                          | Philippe Drillon         | LR                       | LR                       | 685          | 23,45        | 1 037       | 34,87       |
|                          | Nicolas Foureau          | LFI                      | UG                       | 383          | 13,11        |             |             |
|                          | Marie-Noëlle Vonthron    | PCF                      | UG                       | 383          | 13,11        |             |             |
|                          | Nicolas Bouché           | LREM                     | REM                      | 377          | 12,93        |             |             |
|                          | Annie Burban             | LREM                     | REM                      | 377          | 12,93        |             |             |
|                          |                          |                          |                          |              |              |             |             |
| Suffrages exprimés       | Suffrages exprimés       | Suffrages exprimés       | Suffrages exprimés       | 2 921        | 93,77        | 2 974       | 91,31       |
| Votes blancs             | Votes blancs             | Votes blancs             | Votes blancs             | 126          | 4,04         | 186         | 6,02        |
| Votes nuls               | Votes nuls               | Votes nuls               | Votes nuls               | 68           | 2,18         | 87          | 2,67        |
| Total                    | Total                    | Total                    | Total                    | 3 115        | 100          | 3 257       | 100         |
| Abstention               | Abstention               | Abstention               | Abstention               | 6 987        | 69,16        | 6 848       | 67,77       |
| Inscrits / participation | Inscrits / participation | Inscrits / participation | Inscrits / participation | 10 102       | 30,84        | 10 105      | 32,23       |

### Canton d'Alençon-2
| Candidats                | Candidats                | Partis                   | Nuance                   | Premier tour | Premier tour | Second tour | Second tour |
| Candidats                | Candidats                | Partis                   | Nuance                   | Voix         | %            | Voix        | %           |
| ------------------------ | ------------------------ | ------------------------ | ------------------------ | ------------ | ------------ | ----------- | ----------- |
|                          | Gérard Lurçon            | DVG                      | UG                       | 1 015        | 44,64        | 1 410       | 60,31       |
|                          | Fabienne Mauger          | PS                       | UG                       | 1 015        | 44,64        | 1 410       | 60,31       |
|                          | Sébastien Marchal        | DVD                      | UCD                      | 710          | 31,22        | 928         | 39,69       |
|                          | Christine Roimier        | UDI                      | UCD                      | 710          | 31,22        | 928         | 39,69       |
|                          | Roland Bédouët           | RN                       | RN                       | 303          | 13,22        |             |             |
|                          | Françoise Cognié         | RN                       | RN                       | 303          | 13,22        |             |             |
|                          | Martine Hamel            | LFI                      | UG                       | 246          | 10,82        |             |             |
|                          | François Tollot          | PCF                      | UG                       | 246          | 10,82        |             |             |
|                          |                          |                          |                          |              |              |             |             |
| Suffrages exprimés       | Suffrages exprimés       | Suffrages exprimés       | Suffrages exprimés       | 2 274        | 96,19        | 2 338       | 93,86       |
| Votes blancs             | Votes blancs             | Votes blancs             | Votes blancs             | 56           | 2,37         | 106         | 4,26        |
| Votes nuls               | Votes nuls               | Votes nuls               | Votes nuls               | 34           | 1,44         | 47          | 1,89        |
| Total                    | Total                    | Total                    | Total                    | 2 364        | 100          | 2 491       | 100         |
| Abstention               | Abstention               | Abstention               | Abstention               | 5 801        | 71,05        | 5 675       | 69,50       |
| Inscrits / participation | Inscrits / participation | Inscrits / participation | Inscrits / participation | 8 165        | 28,95        | 8 166       | 30,50       |

### Canton d'Argentan-1
| Candidats                | Candidats                | Partis                   | Nuance                   | Premier tour | Premier tour | Second tour | Second tour |
| Candidats                | Candidats                | Partis                   | Nuance                   | Voix         | %            | Voix        | %           |
| ------------------------ | ------------------------ | ------------------------ | ------------------------ | ------------ | ------------ | ----------- | ----------- |
|                          | Brigitte Gasseau         | DVG                      | UG                       | 2 293        | 83,20        | 2 352       | 84,94       |
|                          | Frédéric Leveillé        | PS                       | UG                       | 2 293        | 83,20        | 2 352       | 84,94       |
|                          | Georges Beucher          | LFI                      | UG                       | 463          | 16,80        | 417         | 15,06       |
|                          | Annie Denolle            | PCF                      | UG                       | 463          | 16,80        | 417         | 15,06       |
|                          |                          |                          |                          |              |              |             |             |
| Suffrages exprimés       | Suffrages exprimés       | Suffrages exprimés       | Suffrages exprimés       | 2 756        | 86,26        | 2 769       | 86,64       |
| Votes blancs             | Votes blancs             | Votes blancs             | Votes blancs             | 293          | 9,17         | 291         | 9,11        |
| Votes nuls               | Votes nuls               | Votes nuls               | Votes nuls               | 146          | 4,57         | 136         | 9,11        |
| Total                    | Total                    | Total                    | Total                    | 3 195        | 100          | 3 196       | 100         |
| Abstention               | Abstention               | Abstention               | Abstention               | 6 056        | 65,46        | 6 051       | 65,44       |
| Inscrits / participation | Inscrits / participation | Inscrits / participation | Inscrits / participation | 9 251        | 34,54        | 9 247       | 30,56       |

### Canton d'Argentan-2
| Candidats                | Candidats                | Partis                   | Nuance                   | Premier tour | Premier tour | Second tour | Second tour |
| Candidats                | Candidats                | Partis                   | Nuance                   | Voix         | %            | Voix        | %           |
| ------------------------ | ------------------------ | ------------------------ | ------------------------ | ------------ | ------------ | ----------- | ----------- |
|                          | Cendrine Foucher-Chazé   | DVC                      | DVC                      | 1 233        | 38,23        | 1 736       | 53,04       |
|                          | Frédéric Godet           | DVC                      | DVC                      | 1 233        | 38,23        | 1 736       | 53,04       |
|                          | Florence Écobichon       | PS                       | UG                       | 1 119        | 34,70        | 1 537       | 46,96       |
|                          | Yannick Jouadé           | PS                       | UG                       | 1 119        | 34,70        | 1 537       | 46,96       |
|                          | Romain Barelle           | RN                       | RN                       | 599          | 18,57        |             |             |
|                          | Nathalie Goret           | RN                       | RN                       | 599          | 18,57        |             |             |
|                          | Nicolas Ledentu          | PCF                      | UG                       | 274          | 8,50         |             |             |
|                          | Martine Monteggia        | LFI                      | UG                       | 274          | 8,50         |             |             |
|                          |                          |                          |                          |              |              |             |             |
| Suffrages exprimés       | Suffrages exprimés       | Suffrages exprimés       | Suffrages exprimés       | 3 225        | 94,63        | 3 273       | 90,84       |
| Votes blancs             | Votes blancs             | Votes blancs             | Votes blancs             | 121          | 3,55         | 196         | 5,44        |
| Votes nuls               | Votes nuls               | Votes nuls               | Votes nuls               | 62           | 1,82         | 134         | 3,72        |
| Total                    | Total                    | Total                    | Total                    | 3 408        | 100          | 3 603       | 100         |
| Abstention               | Abstention               | Abstention               | Abstention               | 6 467        | 65,49        | 5 269       | 63,50       |
| Inscrits / participation | Inscrits / participation | Inscrits / participation | Inscrits / participation | 9 875        | 34,51        | 9 872       | 36,50       |

### Canton d'Athis-Val de Rouvre
| Candidats                | Candidats                | Partis                   | Nuance                   | Premier tour | Premier tour | Second tour | Second tour |
| Candidats                | Candidats                | Partis                   | Nuance                   | Voix         | %            | Voix        | %           |
| ------------------------ | ------------------------ | ------------------------ | ------------------------ | ------------ | ------------ | ----------- | ----------- |
|                          | Marie-Françoise Frouel   | LR                       | DVD                      | 2 582        | 64,68        | 2 596       | 65,87       |
|                          | Alain Lange              | DVD                      | DVD                      | 2 582        | 64,68        | 2 596       | 65,87       |
|                          | Béatrice Quennesson      | EÉLV                     | ECO                      | 1 410        | 35,32        | 1 345       | 34,13       |
|                          | Yanic Soubien            | EÉLV                     | ECO                      | 1 410        | 35,32        | 1 345       | 34,13       |
|                          |                          |                          |                          |              |              |             |             |
| Suffrages exprimés       | Suffrages exprimés       | Suffrages exprimés       | Suffrages exprimés       | 3 992        | 91,69        | 3 941       | 92,84       |
| Votes blancs             | Votes blancs             | Votes blancs             | Votes blancs             | 245          | 5,63         | 195         | 4,59        |
| Votes nuls               | Votes nuls               | Votes nuls               | Votes nuls               | 117          | 2,69         | 109         | 2,57        |
| Total                    | Total                    | Total                    | Total                    | 4 354        | 100          | 4 245       | 100         |
| Abstention               | Abstention               | Abstention               | Abstention               | 7 421        | 63,02        | 7 532       | 63,96       |
| Inscrits / participation | Inscrits / participation | Inscrits / participation | Inscrits / participation | 11 775       | 36,98        | 11 777      | 36,04       |

### Canton de Bagnoles de l'Orne Normandie
| Candidats                | Candidats                | Partis                   | Nuance                   | Premier tour | Premier tour | Second tour | Second tour |
| Candidats                | Candidats                | Partis                   | Nuance                   | Voix         | %            | Voix        | %           |
| ------------------------ | ------------------------ | ------------------------ | ------------------------ | ------------ | ------------ | ----------- | ----------- |
|                          | Olivier Petitjean        | DVD                      | DVD                      | 2 155        | 77,66        | 2 147       | 79,96       |
|                          | Sylvie Serais            | DVD                      | DVD                      | 2 155        | 77,66        | 2 147       | 79,96       |
|                          | Rodolphe Duclos          | RN                       | RN                       | 620          | 22,34        | 538         | 20,04       |
|                          | Françoise Toutain        | RN                       | RN                       | 620          | 22,34        | 538         | 20,04       |
|                          |                          |                          |                          |              |              |             |             |
| Suffrages exprimés       | Suffrages exprimés       | Suffrages exprimés       | Suffrages exprimés       | 2 775        | 88,89        | 2 685       | 90,83       |
| Votes blancs             | Votes blancs             | Votes blancs             | Votes blancs             | 223          | 7,14         | 169         | 5,72        |
| Votes nuls               | Votes nuls               | Votes nuls               | Votes nuls               | 124          | 3,97         | 102         | 3,45        |
| Total                    | Total                    | Total                    | Total                    | 3 122        | 100          | 2 956       | 100         |
| Abstention               | Abstention               | Abstention               | Abstention               | 6 533        | 67,66        | 6 697       | 69,38       |
| Inscrits / participation | Inscrits / participation | Inscrits / participation | Inscrits / participation | 9 655        | 32,34        | 9 653       | 30,62       |

### Canton de Bretoncelles
| Candidats                | Candidats                | Partis                   | Nuance                   | Premier tour | Premier tour |
| Candidats                | Candidats                | Partis                   | Nuance                   | Voix         | %            |
| ------------------------ | ------------------------ | ------------------------ | ------------------------ | ------------ | ------------ |
|                          | Christelle Radenac       | DVD                      | DVD                      | 2 303        | 100          |
|                          | Patrick Rodhain          | DVD                      | DVD                      | 2 303        | 100          |
|                          |                          |                          |                          |              |              |
| Suffrages exprimés       | Suffrages exprimés       | Suffrages exprimés       | Suffrages exprimés       | 2 303        | 80,22        |
| Votes blancs             | Votes blancs             | Votes blancs             | Votes blancs             | 431          | 15,01        |
| Votes nuls               | Votes nuls               | Votes nuls               | Votes nuls               | 137          | 4,77         |
| Total                    | Total                    | Total                    | Total                    | 2 871        | 100          |
| Abstention               | Abstention               | Abstention               | Abstention               | 5 699        | 66,50        |
| Inscrits / participation | Inscrits / participation | Inscrits / participation | Inscrits / participation | 8 570        | 33,50        |

### Canton de Ceton
| Candidats                | Candidats                | Partis                   | Nuance                   | Premier tour | Premier tour | Second tour | Second tour |
| Candidats                | Candidats                | Partis                   | Nuance                   | Voix         | %            | Voix        | %           |
| ------------------------ | ------------------------ | ------------------------ | ------------------------ | ------------ | ------------ | ----------- | ----------- |
|                          | Anick Bruneau            | LR                       | LR                       | 1 521        | 48,94        | 1 807       | 62,18       |
|                          | Vincent Segouin          | LR                       | LR                       | 1 521        | 48,94        | 1 807       | 62,18       |
|                          | Amale El Khaledi         | DVC                      | DVC                      | 910          | 29,28        | 1 099       | 37,82       |
|                          | Vincent Leroy            | DVC                      | DVC                      | 910          | 29,28        | 1 099       | 37,82       |
|                          | Michelle Bonaventure     | RN                       | RN                       | 677          | 21,78        |             |             |
|                          | Rodrigue Seuron          | RN                       | RN                       | 677          | 21,78        |             |             |
|                          |                          |                          |                          |              |              |             |             |
| Suffrages exprimés       | Suffrages exprimés       | Suffrages exprimés       | Suffrages exprimés       | 3 108        | 93,59        | 2 906       | 91,15       |
| Votes blancs             | Votes blancs             | Votes blancs             | Votes blancs             | 149          | 4,49         | 192         | 6,02        |
| Votes nuls               | Votes nuls               | Votes nuls               | Votes nuls               | 64           | 1,93         | 90          | 2,82        |
| Total                    | Total                    | Total                    | Total                    | 3 321        | 100          | 3 188       | 100         |
| Abstention               | Abstention               | Abstention               | Abstention               | 6 770        | 67,09        | 6 906       | 68,42       |
| Inscrits / participation | Inscrits / participation | Inscrits / participation | Inscrits / participation | 10 091       | 32,91        | 10 094      | 31,58       |

### Canton de Damigny
| Candidats                | Candidats                | Partis                   | Nuance                   | Premier tour | Premier tour | Second tour | Second tour |
| Candidats                | Candidats                | Partis                   | Nuance                   | Voix         | %            | Voix        | %           |
| ------------------------ | ------------------------ | ------------------------ | ------------------------ | ------------ | ------------ | ----------- | ----------- |
|                          | Sophie Douvry            | LR                       | UCD                      | 1 447        | 43,81        | 1 946       | 61,52       |
|                          | Michel Génois            | UDI                      | UCD                      | 1 447        | 43,81        | 1 946       | 61,52       |
|                          | Sandrine Potier          | DVG                      | DVG                      | 709          | 21,47        | 1 217       | 38,48       |
|                          | Emmanuel Roger           | DVG                      | DVG                      | 709          | 21,47        | 1 217       | 38,48       |
|                          | Olivia Fouquet           | RN                       | RN                       | 513          | 15,53        |             |             |
|                          | Pascal Gilbert           | RN                       | RN                       | 513          | 15,53        |             |             |
|                          | Catherine Landais        | LREM                     | UC                       | 366          | 11,08        |             |             |
|                          | Patrick Manteigueiro     | LREM                     | UC                       | 366          | 11,08        |             |             |
|                          | Francine Brière          | PCF                      | COM                      | 268          | 8,11         |             |             |
|                          | Jean-François Vonthron   | PCF                      | COM                      | 268          | 8,11         |             |             |
|                          |                          |                          |                          |              |              |             |             |
| Suffrages exprimés       | Suffrages exprimés       | Suffrages exprimés       | Suffrages exprimés       | 3 303        | 95,74        | 3 163       | 92,78       |
| Votes blancs             | Votes blancs             | Votes blancs             | Votes blancs             | 84           | 2,43         | 164         | 4,81        |
| Votes nuls               | Votes nuls               | Votes nuls               | Votes nuls               | 63           | 1,83         | 82          | 2,41        |
| Total                    | Total                    | Total                    | Total                    | 3 450        | 100          | 3 409       | 100         |
| Abstention               | Abstention               | Abstention               | Abstention               | 6 602        | 65,68        | 6 647       | 66,10       |
| Inscrits / participation | Inscrits / participation | Inscrits / participation | Inscrits / participation | 10 052       | 34,32        | 10 056      | 33,80       |

### Canton de Domfront en Poiraie
| Candidats                | Candidats                | Partis                   | Nuance                   | Premier tour | Premier tour |
| Candidats                | Candidats                | Partis                   | Nuance                   | Voix         | %            |
| ------------------------ | ------------------------ | ------------------------ | ------------------------ | ------------ | ------------ |
|                          | Catherine Meunier        | LR                       | LR                       | 2 864        | 78,02        |
|                          | Jérôme Nury              | LR                       | LR                       | 2 864        | 78,02        |
|                          | Sébastien Manzano        | EÉLV                     | ECO                      | 807          | 21,98        |
|                          | Cécile Rousselet         | DVG                      | ECO                      | 807          | 21,98        |
|                          |                          |                          |                          |              |              |
| Suffrages exprimés       | Suffrages exprimés       | Suffrages exprimés       | Suffrages exprimés       | 3 671        | 92,17        |
| Votes blancs             | Votes blancs             | Votes blancs             | Votes blancs             | 166          | 4,17         |
| Votes nuls               | Votes nuls               | Votes nuls               | Votes nuls               | 146          | 3,67         |
| Total                    | Total                    | Total                    | Total                    | 3 983        | 100          |
| Abstention               | Abstention               | Abstention               | Abstention               | 7 455        | 65,18        |
| Inscrits / participation | Inscrits / participation | Inscrits / participation | Inscrits / participation | 10 056       | 34,82        |

### Canton d'Écouves
| Candidats                | Candidats                | Partis                   | Nuance                   | Premier tour | Premier tour |
| Candidats                | Candidats                | Partis                   | Nuance                   | Voix         | %            |
| ------------------------ | ------------------------ | ------------------------ | ------------------------ | ------------ | ------------ |
|                          | Christophe de Balorre    | LR                       | UD                       | 2 746        | 100          |
|                          | Béatrice Métayer         | DVD                      | UD                       | 2 746        | 100          |
|                          |                          |                          |                          |              |              |
| Suffrages exprimés       | Suffrages exprimés       | Suffrages exprimés       | Suffrages exprimés       | 2 746        | 83,21        |
| Votes blancs             | Votes blancs             | Votes blancs             | Votes blancs             | 429          | 13,00        |
| Votes nuls               | Votes nuls               | Votes nuls               | Votes nuls               | 125          | 3,79         |
| Total                    | Total                    | Total                    | Total                    | 3 300        | 100          |
| Abstention               | Abstention               | Abstention               | Abstention               | 5 242        | 61,37        |
| Inscrits / participation | Inscrits / participation | Inscrits / participation | Inscrits / participation | 8 542        | 38,63        |

### Canton de La Ferté Macé
| Candidats                | Candidats                | Partis                   | Nuance                   | Premier tour | Premier tour | Second tour | Second tour |
| Candidats                | Candidats                | Partis                   | Nuance                   | Voix         | %            | Voix        | %           |
| ------------------------ | ------------------------ | ------------------------ | ------------------------ | ------------ | ------------ | ----------- | ----------- |
|                          | José Collado             | PS                       | DVG                      | 1 561        | 40,55        | 2 107       | 54,70       |
|                          | Brigitte Viarmé-Dufour   | DVG                      | DVG                      | 1 561        | 40,55        | 2 107       | 54,70       |
|                          | Yvan Burel               | LR                       | DVD                      | 1 154        | 29,97        | 1 745       | 45,30       |
|                          | Manuela Chevalier        | DVD                      | DVD                      | 1 154        | 29,97        | 1 745       | 45,30       |
|                          | Betty Guérin             | LREM                     | REM                      | 506          | 13,14        |             |             |
|                          | Vincent Krémer-Génin     | LREM                     | REM                      | 506          | 13,14        |             |             |
|                          | Virginie Durand          | RN                       | RN                       | 495          | 12,86        |             |             |
|                          | Corentin Gallot          | RN                       | RN                       | 495          | 12,86        |             |             |
|                          | Christiane Mouffle       | PCF                      | COM                      | 134          | 3,48         |             |             |
|                          | Olivier Roulland         | PCF                      | COM                      | 134          | 3,48         |             |             |
|                          |                          |                          |                          |              |              |             |             |
| Suffrages exprimés       | Suffrages exprimés       | Suffrages exprimés       | Suffrages exprimés       | 3 850        | 94,66        | 3 852       | 93,61       |
| Votes blancs             | Votes blancs             | Votes blancs             | Votes blancs             | 148          | 3,64         | 175         | 4,25        |
| Votes nuls               | Votes nuls               | Votes nuls               | Votes nuls               | 69           | 1,70         | 88          | 2,14        |
| Total                    | Total                    | Total                    | Total                    | 4 067        | 100          | 4 115       | 100         |
| Abstention               | Abstention               | Abstention               | Abstention               | 7 007        | 63,27        | 6 962       | 62,85       |
| Inscrits / participation | Inscrits / participation | Inscrits / participation | Inscrits / participation | 11 074       | 36,73        | 11 077      | 37,15       |

### Canton de Flers-1
| Candidats                | Candidats                | Partis                   | Nuance                   | Premier tour | Premier tour | Second tour | Second tour |
| Candidats                | Candidats                | Partis                   | Nuance                   | Voix         | %            | Voix        | %           |
| ------------------------ | ------------------------ | ------------------------ | ------------------------ | ------------ | ------------ | ----------- | ----------- |
|                          | Béatrice Guyot           | PS                       | SOC                      | 1 769        | 51,86        | 2 005       | 58,59       |
|                          | Lori Helloco             | PS                       | SOC                      | 1 769        | 51,86        | 2 005       | 58,59       |
|                          | Jean-François Brisset    | LR                       | DVD                      | 1 226        | 35,94        | 1 417       | 41,41       |
|                          | Sylvie Dufour            | DVD                      | DVD                      | 1 226        | 35,94        | 1 417       | 41,41       |
|                          | Annick Moitry            | PCF                      | COM                      | 294          | 8,62         |             |             |
|                          | Dominique Vaujoie        | PCF                      | COM                      | 294          | 8,62         |             |             |
|                          | Chantal Gatien           | RES                      | DVG                      | 122          | 3,58         |             |             |
|                          | Émile Gatien             | RES                      | DVG                      | 122          | 3,58         |             |             |
|                          |                          |                          |                          |              |              |             |             |
| Suffrages exprimés       | Suffrages exprimés       | Suffrages exprimés       | Suffrages exprimés       | 3 411        | 92,64        | 3 422       | 93,19       |
| Votes blancs             | Votes blancs             | Votes blancs             | Votes blancs             | 185          | 5,02         | 164         | 4,47        |
| Votes nuls               | Votes nuls               | Votes nuls               | Votes nuls               | 86           | 2,34         | 86          | 2,34        |
| Total                    | Total                    | Total                    | Total                    | 3 682        | 100          | 3 672       | 100         |
| Abstention               | Abstention               | Abstention               | Abstention               | 7 943        | 68,33        | 7 954       | 68,42       |
| Inscrits / participation | Inscrits / participation | Inscrits / participation | Inscrits / participation | 11 625       | 31,67        | 11 626      | 31,58       |

### Canton de Flers-2
| Candidats                | Candidats                | Partis                   | Nuance                   | Premier tour | Premier tour | Second tour | Second tour |
| Candidats                | Candidats                | Partis                   | Nuance                   | Voix         | %            | Voix        | %           |
| ------------------------ | ------------------------ | ------------------------ | ------------------------ | ------------ | ------------ | ----------- | ----------- |
|                          | Stéphane Terrier         | DVD                      | DVD                      | 1 890        | 56,42        | 2 090       | 58,15       |
|                          | Sylvie Thieulent         | DVD                      | DVD                      | 1 890        | 56,42        | 2 090       | 58,15       |
|                          | Angela Presse            | DVG                      | DVG                      | 1 180        | 35,22        | 1 504       | 41,85       |
|                          | Jérémy Prévost           | DVG                      | DVG                      | 1 180        | 35,22        | 1 504       | 41,85       |
|                          | Mehdi Khemari            | LFI                      | FI                       | 280          | 8,36         |             |             |
|                          | Aurélie Leguédé          | LFI                      | FI                       | 280          | 8,36         |             |             |
|                          |                          |                          |                          |              |              |             |             |
| Suffrages exprimés       | Suffrages exprimés       | Suffrages exprimés       | Suffrages exprimés       | 3 350        | 94,18        | 3 594       | 94,08       |
| Votes blancs             | Votes blancs             | Votes blancs             | Votes blancs             | 137          | 3,85         | 152         | 3,98        |
| Votes nuls               | Votes nuls               | Votes nuls               | Votes nuls               | 70           | 1,97         | 74          | 1,94        |
| Total                    | Total                    | Total                    | Total                    | 3 557        | 100          | 3 820       | 100         |
| Abstention               | Abstention               | Abstention               | Abstention               | 7 068        | 66,52        | 6 810       | 64,06       |
| Inscrits / participation | Inscrits / participation | Inscrits / participation | Inscrits / participation | 10 625       | 33,48        | 10 630      | 35,94       |

### Canton de Magny-le-Désert
| Candidats                | Candidats                | Partis                   | Nuance                   | Premier tour | Premier tour | Second tour | Second tour |
| Candidats                | Candidats                | Partis                   | Nuance                   | Voix         | %            | Voix        | %           |
| ------------------------ | ------------------------ | ------------------------ | ------------------------ | ------------ | ------------ | ----------- | ----------- |
|                          | Valérie Alain            | DVD                      | DVD                      | 2 382        | 71,73        | 2 356       | 72,09       |
|                          | Thierry Clérembaux       | DVD                      | DVD                      | 2 382        | 71,73        | 2 356       | 72,09       |
|                          | Annie Hanachix           | PS                       | DVG                      | 939          | 28,27        | 912         | 27,91       |
|                          | Vincent Véron            | PS                       | DVG                      | 939          | 28,27        | 912         | 27,91       |
|                          |                          |                          |                          |              |              |             |             |
| Suffrages exprimés       | Suffrages exprimés       | Suffrages exprimés       | Suffrages exprimés       | 3 321        | 90,02        | 3 268       | 92,08       |
| Votes blancs             | Votes blancs             | Votes blancs             | Votes blancs             | 255          | 6,91         | 193         | 5,44        |
| Votes nuls               | Votes nuls               | Votes nuls               | Votes nuls               | 113          | 3,06         | 88          | 2,48        |
| Total                    | Total                    | Total                    | Total                    | 3 689        | 100          | 3 549       | 100         |
| Abstention               | Abstention               | Abstention               | Abstention               | 6 286        | 63,02        | 6 425       | 64,42       |
| Inscrits / participation | Inscrits / participation | Inscrits / participation | Inscrits / participation | 9 975        | 36,98        | 9 974       | 35,58       |

### Canton de Mortagne-au-Perche
| Candidats                | Candidats                | Partis                   | Nuance                   | Premier tour | Premier tour | Second tour | Second tour |
| Candidats                | Candidats                | Partis                   | Nuance                   | Voix         | %            | Voix        | %           |
| ------------------------ | ------------------------ | ------------------------ | ------------------------ | ------------ | ------------ | ----------- | ----------- |
|                          | Xavier Goutte            | LR                       | UD                       | 2 190        | 61,90        | 2 348       | 73,17       |
|                          | Virginie Valtier         | DVD                      | UD                       | 2 190        | 61,90        | 2 348       | 73,17       |
|                          | Gaëlle Lauwarier         | RN                       | RN                       | 914          | 25,83        | 861         | 26,83       |
|                          | Michel Lepoivre          | RN                       | RN                       | 914          | 25,83        | 861         | 26,83       |
|                          | Christiane Denimal       | PCF                      | COM                      | 434          | 12,27        |             |             |
|                          | Sébastien Ledentu        | PCF                      | COM                      | 434          | 12,27        |             |             |
|                          |                          |                          |                          |              |              |             |             |
| Suffrages exprimés       | Suffrages exprimés       | Suffrages exprimés       | Suffrages exprimés       | 3 538        | 94,27        | 3 209       | 92,13       |
| Votes blancs             | Votes blancs             | Votes blancs             | Votes blancs             | 145          | 3,86         | 201         | 5,77        |
| Votes nuls               | Votes nuls               | Votes nuls               | Votes nuls               | 70           | 1,87         | 73          | 2,10        |
| Total                    | Total                    | Total                    | Total                    | 3 753        | 100          | 3 483       | 100         |
| Abstention               | Abstention               | Abstention               | Abstention               | 6 622        | 63,83        | 6 896       | 66,44       |
| Inscrits / participation | Inscrits / participation | Inscrits / participation | Inscrits / participation | 10 375       | 36,17        | 10 379      | 33,56       |

### Canton de Rai
| Candidats                | Candidats                | Partis                   | Nuance                   | Premier tour | Premier tour | Second tour | Second tour |
| Candidats                | Candidats                | Partis                   | Nuance                   | Voix         | %            | Voix        | %           |
| ------------------------ | ------------------------ | ------------------------ | ------------------------ | ------------ | ------------ | ----------- | ----------- |
|                          | Élisabeth Josset         | LR                       | LR                       | 2 055        | 71,73        | 2 127       | 73,85       |
|                          | Laurent Marting          | LR                       | LR                       | 2 055        | 71,73        | 2 127       | 73,85       |
|                          | Laure Delahaye           | RN                       | RN                       | 810          | 28,27        | 753         | 26,15       |
|                          | Jean-Charles Perret      | RN                       | RN                       | 810          | 28,27        | 753         | 26,15       |
|                          |                          |                          |                          |              |              |             |             |
| Suffrages exprimés       | Suffrages exprimés       | Suffrages exprimés       | Suffrages exprimés       | 2 865        | 93,63        | 2 880       | 94,15       |
| Votes blancs             | Votes blancs             | Votes blancs             | Votes blancs             | 150          | 4,90         | 136         | 4,45        |
| Votes nuls               | Votes nuls               | Votes nuls               | Votes nuls               | 45           | 1,47         | 43          | 1,41        |
| Total                    | Total                    | Total                    | Total                    | 3 060        | 100          | 3 059       | 100         |
| Abstention               | Abstention               | Abstention               | Abstention               | 6 437        | 67,78        | 6 441       | 67,80       |
| Inscrits / participation | Inscrits / participation | Inscrits / participation | Inscrits / participation | 9 497        | 32,22        | 9 500       | 32,20       |

### Canton de Sées
| Candidats                | Candidats                | Partis                   | Nuance                   | Premier tour | Premier tour | Second tour | Second tour |
| Candidats                | Candidats                | Partis                   | Nuance                   | Voix         | %            | Voix        | %           |
| ------------------------ | ------------------------ | ------------------------ | ------------------------ | ------------ | ------------ | ----------- | ----------- |
|                          | Jocelyne Benoit          | DVG                      | DVG                      | 1 614        | 52,30        | 1 894       | 63,54       |
|                          | Claude Duval             | PS                       | DVG                      | 1 614        | 52,30        | 1 894       | 63,54       |
|                          | Caroline Collignon       | DVD                      | UC                       | 1 017        | 32,96        | 1 087       | 36,46       |
|                          | Mostefa Maachi           | DVD                      | UC                       | 1 017        | 32,96        | 1 087       | 36,46       |
|                          | Jean-Baptiste Dominguez  | RN                       | RN                       | 455          | 14,74        |             |             |
|                          | Claire-Emmanuelle Gauer  | RN                       | RN                       | 455          | 14,74        |             |             |
|                          |                          |                          |                          |              |              |             |             |
| Suffrages exprimés       | Suffrages exprimés       | Suffrages exprimés       | Suffrages exprimés       | 3 086        | 96,92        | 2 981       | 96,01       |
| Votes blancs             | Votes blancs             | Votes blancs             | Votes blancs             | 66           | 2,07         | 84          | 2,71        |
| Votes nuls               | Votes nuls               | Votes nuls               | Votes nuls               | 32           | 1,01         | 40          | 1,29        |
| Total                    | Total                    | Total                    | Total                    | 3 184        | 100          | 3 105       | 100         |
| Abstention               | Abstention               | Abstention               | Abstention               | 4 658        | 59,40        | 4 737       | 60,41       |
| Inscrits / participation | Inscrits / participation | Inscrits / participation | Inscrits / participation | 7 842        | 40,60        | 7 842       | 39,59       |

### Canton de Tourouvre au Perche
| Candidats                | Candidats                | Partis                   | Nuance                   | Premier tour | Premier tour | Second tour | Second tour |
| Candidats                | Candidats                | Partis                   | Nuance                   | Voix         | %            | Voix        | %           |
| ------------------------ | ------------------------ | ------------------------ | ------------------------ | ------------ | ------------ | ----------- | ----------- |
|                          | Jean-Vincent du Lac      | DVD                      | DVD                      | 1 658        | 46,34        | 2 001       | 56,00       |
|                          | Paule Klymko             | DVD                      | DVD                      | 1 658        | 46,34        | 2 001       | 56,00       |
|                          | Anne Laruelle            | DVC                      | DVC                      | 1 257        | 35,13        | 1 572       | 44,00       |
|                          | Franck Poirier           | DVC                      | DVC                      | 1 257        | 35,13        | 1 572       | 44,00       |
|                          | Marie-Caroline Docq      | RN                       | RN                       | 663          | 18,53        |             |             |
|                          | Raymond Herbreteau       | RN                       | RN                       | 663          | 18,53        |             |             |
|                          |                          |                          |                          |              |              |             |             |
| Suffrages exprimés       | Suffrages exprimés       | Suffrages exprimés       | Suffrages exprimés       | 3 578        | 95,67        | 3 573       | 93,78       |
| Votes blancs             | Votes blancs             | Votes blancs             | Votes blancs             | 120          | 3,21         | 181         | 4,75        |
| Votes nuls               | Votes nuls               | Votes nuls               | Votes nuls               | 42           | 1,12         | 56          | 1,47        |
| Total                    | Total                    | Total                    | Total                    | 3 740        | 100          | 3 810       | 100         |
| Abstention               | Abstention               | Abstention               | Abstention               | 6 320        | 62,82        | 6 251       | 62,13       |
| Inscrits / participation | Inscrits / participation | Inscrits / participation | Inscrits / participation | 10 060       | 37,18        | 10 061      | 37,87       |

### Canton de Vimoutiers
| Candidats                | Candidats                | Partis                   | Nuance                   | Premier tour | Premier tour |
| Candidats                | Candidats                | Partis                   | Nuance                   | Voix         | %            |
| ------------------------ | ------------------------ | ------------------------ | ------------------------ | ------------ | ------------ |
|                          | Jean-Pierre Féret        | DVD                      | DVD                      | 2 188        | 80,23        |
|                          | Agnès Laigre             | DVD                      | DVD                      | 2 188        | 80,23        |
|                          | Myriam Maignan           | RN                       | RN                       | 539          | 19,77        |
|                          | Bertrand Peresse         | RN                       | RN                       | 539          | 19,77        |
|                          |                          |                          |                          |              |              |
| Suffrages exprimés       | Suffrages exprimés       | Suffrages exprimés       | Suffrages exprimés       | 2 727        | 94,75        |
| Votes blancs             | Votes blancs             | Votes blancs             | Votes blancs             | 93           | 3,23         |
| Votes nuls               | Votes nuls               | Votes nuls               | Votes nuls               | 58           | 2,02         |
| Total                    | Total                    | Total                    | Total                    | 2 878        | 100          |
| Abstention               | Abstention               | Abstention               | Abstention               | 5 036        | 63,63        |
| Inscrits / participation | Inscrits / participation | Inscrits / participation | Inscrits / participation | 7 914        | 36,37        |